# آقای مورال و استپرهای بزرگ
آقای مورال و استپرهای بزرگ (به انگلیسی: Mr. Morale & the Big Steppers) پنجمین آلبوم استودیویی رپر آمریکایی، کندریک لامار است که در ۱۳ مهٔ ۲۰۲۲، توسط پی‌جی‌لنگ، تاپ داگ انترتیمنت، افترمث انترتینمنت و اینترسکوپ رکوردز منتشر شد. این آلبوم، نخستین آلبوم کامل لامار از زمان انتشار آلبوم موسیقی متن پلنگ سیاه (۲۰۱۸) و نخستین آلبوم انفرادی استودیویی او از زمان انتشار لعنت (۲۰۱۷) است.
این آلبوم با بیش از ۶۰ میلیون استریم در اپل میوزیک، بیشترین استریم روز اول را در سال ۲۰۲۲ داشت.